# Claudio Corioni
Claudio Corioni (Chiari, 26 dicembre 1982) è un ex ciclista su strada italiano, professionista dal 2002 al 2012.

## Carriera
Nativo di Chiari, tra il 2002 e il 2004 gareggia nella categoria dilettanti Elite/Under-23 con la divisa della Egidio-Unidelta di Bruno Leali. Passa professionista nel 2005 con la Fassa Bortolo di Giancarlo Ferretti, e nello stesso anno si mette in evidenza vincendo la seconda tappa della Setmana Catalana, competizione della quale si aggiudica anche la speciale classifica a punti.
Negli anni successivi veste le divise di Lampre-Fondital, Liquigas e De Rosa-Stac Plastic; in tali formazioni va a ricoprire prevalentemente ruoli di gregariato, soprattutto a sostegno dei velocisti. Nel 2011 passa al team Acqua & Sapone: quell'anno torna al successo facendo sua in volata la seconda tappa della Settimana Internazionale di Coppi e Bartali.
Si ritira dall'attività agonistica nei primi mesi del 2013, dopo essere rimasto senza contratto.

## Palmarès
- 2003 (Dilettanti Elite/Under-23)

Milano-Busseto
Memorial Danilo Furlan
- 2004 (Dilettanti Elite/Under-23)

Piccola Coppa Agostoni
Trofeo Città di Brescia
Giro del Belvedere
- 2005

2ª tappa Setmana Catalana (Lloret de Mar > Empuriabrava)
- 2011

2ª tappa Settimana Internazionale di Coppi e Bartali (Rovigo > Rovigo)

### Altri successi
- 2005

Classifica a punti Setmana Catalana
- 2008

1ª tappa Vuelta a España (Granada > Granada, Cronosquadre)
- 2010

Classifica sprint Settimana Ciclistica Lombarda

## Piazzamenti

### Grandi Giri
- Giro d'Italia

2011: 150º
- Tour de France

2005: ritirato
2007: 126º
- Vuelta a España

2006: 106º
2007: 118º
2008: 97º

### Classiche monumento
- Milano-Sanremo

2006: ritirato
2007: 62º
2008: 154º
2011: ritirato
2012: ritirato
- Giro delle Fiandre

2005: ritirato
2006: ritirato
2007: 93º
2008: ritirato
- Parigi-Roubaix

2005: ritirato
2006: ritirato
2007: ritirato
- Giro di Lombardia

2006: ritirato
2011: ritirato

### Competizioni mondiali
- Campionati del mondo

Verona 2004 - In linea Under-23: ritirato